# Сеполь
Сеполь — река в России, протекает в Кочёвском районе Пермского края. Устье реки находится в 149 км по левому берегу реки Коса. Длина реки составляет 50 км, площадь водосборного бассейна 384 км². В 27 км от устья принимает справа реку Малый Сеполь.
Исток реки на Верхнекамской возвышенности в урочище Верхнее Логово в 23 км к северо-западу от села Кочёво. Течёт преимущественно в юго-восточном направлении, в среднем течении протекает районный центр село Кочёво, где на реке плотина и запруда. Кроме села Кочёво на берегах реки стоят деревни Сеполь, Полозайка, Октябрьский (все — Кочёвское сельское поселение) и несколько нежилых. Притоки — Вежайка, Льомпинашордор, Пальникшордор, Ибгортка, Шемшор, Эшкашор, Сосновка, Кынымашор (левые); Еж, Гыжга, Чамакашор, Малый Сеполь, Сеполька (правые). Впадает в Косу выше деревни Красная Курья. Ширина реки у устья — 12 метров.

## Данные водного реестра
По данным государственного водного реестра России относится к Камскому бассейновому округу, водохозяйственный участок реки — Кама от истока до водомерного поста у села Бондюг, речной подбассейн реки — бассейны притоков Камы до впадения Белой. Речной бассейн реки — Кама.
По данным геоинформационной системы водохозяйственного районирования территории РФ, подготовленной Федеральным агентством водных ресурсов:
- Код водного объекта в государственном водном реестре — 10010100112111100002584
- Код по гидрологической изученности (ГИ) — 111100258
- Код бассейна — 10.01.01.001
- Номер тома по ГИ — 11
- Выпуск по ГИ — 1